# هندسة الأنهار

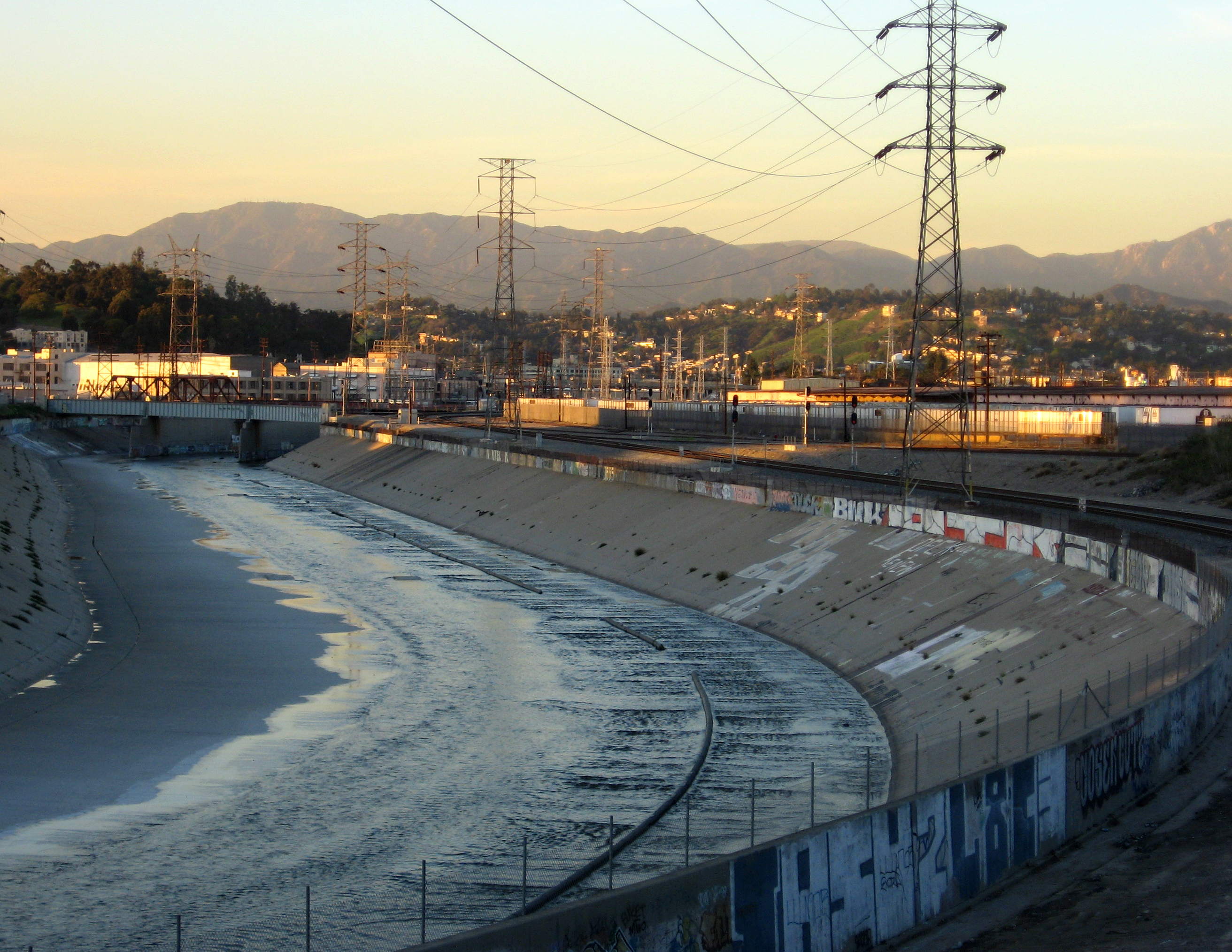

هندسة الأنهار هي عملية تدخل بشري مخطط في مجرى النهر أو خصائصه أو جريانه بهدف إنتاج بعض الفوائد المحددة. تدخل الإنسان في المسار الطبيعي وسلوك الأنهار منذ سنوات ما قبل التاريخ من أجل إدارة الموارد المائية، أو الحماية من الفيضانات، أو تسهيل المرور عبر الأنهار. منذ العصور الرومانية، استخدمت الأنهار كمصدر للطاقة الكهرومائية. من أواخر القرن العشرين، كان لدى هندسة الأنهار اهتمامات بيئية أوسع من المنفعة الإنسانية المباشرة، وكانت بعض مشاريع هندسة الأنهار تهتم حصريًا باستعادة أو حماية الخصائص الطبيعية والموائل.
يشمل التعديل الهيدروليكي الاستجابة المنهجية للتغييرات في المسطحات المائية النهرية وغير النهرية مثل المياه الساحلية (المصبات والخلجان) والبحيرات. عرفت وكالة حماية البيئة الأمريكية (EPA) التعديل الهيدروليكي بأنه «تغيير الخصائص الهيدرولوجية للمياه الساحلية وغير الساحلية، والتي بدورها يمكن أن تتسبب في تدهور موارد المياه.» غالبًا ما أسفرت هندسة الأنهار عن استجابات منهجية غير مقصودة.
يسعى الانضباط الهندسي للأنهار الآن إلى إصلاح التدهورات المهدومة ومراعاة الاستجابة المنهجية المحتملة للتغييرات المخطط لها من خلال دراسة الجيومورفولوجيا النهرية. الجيومورفولوجيا النهرية هي دراسة لكيفية تغيير الأنهار لشكلها مع مرور الوقت. الجيومورفولوجيا النهرية هي تراكم عدد من العلوم بما في ذلك هيدروليك القنوات المفتوحة، والنقل الرسوبي، والهيدرولوجيا، والجيولوجيا الفيزيائية، وبيئة ضفاف الأنهار. تحاول هندسة النهر فهم الأشكال الجيومورفولوجية وتنفيذ التغييرات الجسدية والحفاظ على السلامة العامة.